# District de Civray
Le district de Civray est une ancienne division territoriale française du département de la Vienne de 1790 à 1795.
Il était composé des cantons de Civray, Availles, Charroux, Chaunay, Gençay, Sommiéres et Usson.